# Bohumil Burian
Bohumil Burian (1904 – 1958) byl katolický kněz, duchovní správce farnosti Velké Meziříčí v brněnské diecézi, který se stal jednou z obětí komunistického režimu v Československu.

## Mládí
Narodil se 25. listopadu 1904 v obci Drnovice u Lysic. Jeho rodiče vlastnili malé hospodářství. Jeho otec zastával ve farnosti službu kostelníka a varhaníka a byl angažován v lidové straně.
Absolvoval gymnázium v městečku Boskovice a nějaký čas uvažoval o studiu lékařství. Byl ale přijat do kněžského semináře a 5. července 1929 byl v Brně v katedrále sv. Petra a Pavla vysvěcen na kněze.

## Kaplanské působení
První mši svatou (tzv. primici) slavil novokněz doma v Drnovicích. Jeho prvním kněžským působištěm se staly Lysice. Poté byl povolán k výkonu vojenské služby. Po vojně vystřídal několik působišť (Černá Hora, Netín, Obyčtov). Ke dni 1. září 1931 byl ustanoven kaplanem ve Velkém Meziříčí. V letech 1935 – 1937 byl kooperátorem (pomocným duchovním) v Kunštátě a v roce 1937 se vrátil do Velkého Meziříčí, opět jako kaplan, neboť místní farář, P. Josef Skácel byl těžce nemocen a P. Burian mu byl určen ku pomoci.
P. Skácel v roce 1939 zemřel – dne 15. března vstoupili první němečtí vojáci do Velkého Meziříčí a P. Skácel zemřel v noci z 15. na 16. března (je doložen jeho výrok, který došel tragického naplnění: Jakmile první německý voják překročí naše hranice, bude to má smrt). Pater Burian nastoupil místo něj službu meziříčského faráře.

## Farářem velkomeziříčským
Hned první den nového faráře byl poznamenán nepříjemnostmi. Jelikož hned ráno 16. března 1939 byl zvoněn umíráček za P. Skácela a na kostelní věži zavlály černé prapory, považovali to noví němečtí páni za provokaci a P. Burian byl odvlečen na radnici a vyslechnut. Uvedl věci na pravou míru a byl propuštěn poté, co slíbil, že prapory dá z věže sejmout. V hrůze války jediným světlým bodem byla benedikce (svěcení) nově zbudované kaple ve filiální obci Hrbov. Hrbovská kaple je zasvěcena sv. Václavovi a Isidorovi, což svědčí o vlastenectví P. Buriana, protože jeden z patronů kaple je i patronem našeho národa.
V roce 1943 se projevilo jeho vlastenectví nejvýrazněji. Město totiž 21. června 1943 navštívil ministr školství – kolaborant Emanuel Moravec a farář byl jako příslušník místní honorace pozván na oběd s ministrem. Odmítl.
A přišlo tragické datum v dějinách Velkého Meziříčí, neděle 6. května 1945, kdy po ukvapeném pokusu o převzetí moci a ustanovení národního výboru byli revolucionáři zatčeni německými vojáky, postříleni a naházeni do řek Oslavy a Balinky. Tyto události vešly do dějin jako Velkomeziříčský masakr. Pak přijeli Rusové a zatkli německé vojáky. Německý důstojník stačil ještě vystřelit do vzduchu světlici, čímž zmátl ruské bombardéry nad městem a jejich posádka, domnívajíc se, že Rusové dole mají potíže, začala město bombardovat.
V neděli 13. května – již po válce, P. Burian pohřbíval oběti bombardování. O nedělích sloužil bohoslužby a zpovídal v meziříčském špitálním kostelíku sv. Kříže pro německé zajatce, kteří byli internováni v prostorách synagogy. Některé kolaboranty také doprovázel před jejich popravami.

## Kulturní život P. Buriana
Po válce navázal četné kulturní styky. Jedním z jeho dobrých známých byl kněz a spisovatel Jakub Deml, jenž dlel již od poměrně mladého věku "na penzi" v celkem nedalekém městečku Tasov. Demla P. Burian také nezřídka doslova držel nad vodou, když půjčoval peníze na jeho žádost potřebným lidem z jeho okolí. Přátelství pojilo P. Buriana také s farářem vedlejší farnosti Uhřínov, kterým byl P. Jan Dokulil, který byl též básník a překladatel. Podporoval rovněž rodinu Jana Zahradníčka, která v Uhřínově žila.

### Po roce 1948
Brzy poté, co komunisté převzali moc v únoru 1948, stává se na Velkomeziříčsku, dá se říci, nepřítelem číslo jedna. Přes státní zákaz četl z kazatelny pastýřský list československých biskupů "V hodině velké zkoušky" a byl za to pokutován. Byl pod bedlivým dohledem okresního církevního tajemníka Přibyla, jenž se později stal příčinou jeho smrti. Pater byl označován jako "vyslovený reakčník", jeho podpis by se našel např. na protestu proti intervenci v Koreji. V "kádrových materiálech" o něm čteme:
"Povahy je mírné, veselé, ve věcech náboženských však neústupný. Na veřejnosti nezná třídních rozdílů, na faře se stýká s příslušníky strany lidové reakčního zaměření. Jeho vliv na věřící a mládež, zejména z venkova je veliký. Má kladný postoj k církevní hierarchii a často cestuje k brněnskému biskupovi. Naprostá neochota k zapojení do lidosprávy nebo masových organizací."
V důsledku hrůzného dění v okolí – proběhl "zázrak v Čihošti", ve vězení byl surově usmrcen čihoštský farář P. Josef Toufar, uskutečnila se akce K (likvidace klášterů) a proběhl případ Babice – vše poměrně nedaleko, utekl ze své fary v Uhřínově kněz a básník Dokulil a skrýval se přes 7 let po sklepích u známých. Pater Burian o místě jeho pobytu věděl a pomáhal mu.
Odmítl se účastnit otevření velkomeziříčského "Domu zdraví" proto, že jej otvíral kolaborant s komunistickým režimem a současně ministr zdravotnictví, exkomunikovaný a suspendovaný kněz Josef Plojhar.
V těžkých letech zařídil rekonstrukci historicky cenného vstupního portálu. To bylo v roce 1954, kdy zajistit potřebná povolení pro sakrální stavbu nebylo vůbec jednoduché.

## Smrt
Dne 29. dubna 1958 byl předvolán na MNV k náhlému výslechu, který vedl církevní tajemník Přibyl. Dodnes nikdo neví, jak "výslech" probíhal, jisté je jen to, že po něm se z posledních sil doslova dopotácel na faru. Bylo vidět, že je to s ním zlé a bylo potřeba jej zaopatřit svátostmi. Kaplan P. Bohuslav Vitula zaopatření odmítl provést s odůvodněním, že opravuje auto, aby mohl faráře odvést do nemocnice. Zaopatření provedl tedy druhý z meziříčských kaplanů P. Jaroslav Procházka. Chvíli poté zemřel. Komunisté se mu pomstili ještě po smrti tím, že kvůli oslavám prvního máje nařídili odložit jeho pohřeb.
Pohřební obřady se staly jakousi tichou manifestací. Spolusloužilo je cca 100 kněží. Ve školách za účast na pohřbu vyhrožovali mocipáni ředitelskými důtkami. A nemálo jich skutečně pak bylo uděleno.

## Citáty
- "Už vůbec se nedivím tomu, že je li dnes i ta obyčejná lidská pravda tak bolným způsobem políčkována a pohlavkována, že je i tolik zloby proti Pravdě věčné, proti Bohu, proti Kristu, neb ukrutný král Herodes mně dává k tomu vysvětlení: Herodesové, nepřátelé Krista Pravdy, se rodí podnes." (úryvek z kázání P. Buriana z 50. let 20. století)

## Z meziříčské farní kroniky
Několik zápisů P. Buriana ve farní kronice:
- "Pojd, řekl Kristus, pod tíží se kloně, a pravicí kříž na rameni zvedal a okem v slzách průvodce hledal co líc jemu bledla... a šel jsem já, nehodný služebník, jejž si vyvolil, aby pokračoval v práci na líše velkomeziříčské, na níž padl můj předchůdce, farář Josef Skácel." (zápis krátce po jmenování meziříčským farářem)
- "Smrt si P. Skácel předtím delší čas předpověděl: Jakmile první německý voják překročí naše hranice, bude to má smrt!" (zápis o úmrtí P. Skácela)